# Massaker von Greensboro
Als Massaker von Greensboro wird der bewaffnete Überfall von Mitgliedern der American Nazi Party und des Ku-Klux-Klan auf eine kommunistische Demonstration in Greensboro im US-Bundesstaat North Carolina am 3. November 1979 bezeichnet. Dabei wurden fünf Demonstranten erschossen. Die Demonstration stellte den Höhepunkt der Versuche der Communist Workers’ Party dar, die mehrheitlich schwarzen Industriearbeiter in der Region zu organisieren.
Die fünf getöteten Demonstranten waren Sandra Smith, eine Krankenschwester und Bürgerrechtsaktivistin, und James Waller, der Präsident einer lokalen Textilarbeiter-Gewerkschaft, sowie William Sampson, ein Absolvent der Harvard Divinity School, Cesar Cauce, ein kubanischer Einwanderer, der an der Duke University mit magna cum laude promovierte, und Michael Nathan, ein Mediziner, der Kindern aus einkommensschwachen Familien half.
Bei den ersten beiden Gerichtsverfahren wurden die Beschuldigten durch zwei ausschließlich aus Weißen bestehende Jurys freigesprochen. 1985 führte eine Klage des Christic Institute und ihres Anwalts Daniel Sheehan zu einem der – bis heute – wenigen Urteile gegen Vertreter der Strafverfolgungsbehörden in den Südstaaten, denen Absprachen in Zusammenhang mit Gewalttaten des Klans vorgeworfen wurden. Den Überlebenden wurde ein Schmerzensgeld in Höhe über 350.000 US-Dollar zugesprochen, belangt wurden die Stadt Greensboro, die American Nazi Party und der Klan wegen der Verletzung der Bürgerrechte der Demonstranten. Die Stadt übernahm die komplette Strafe. Nur Martha Nathan erhielt ihr Geld. Zwei weitere Kläger, denen Geld zugesprochen wurde, erhielten dieses nie.

## Demonstration und Überfall
Feindseligkeiten zwischen den Gruppen flackerten im Juli 1979 auf, als linke Aktivisten eine Vorführung von D. W. Griffiths Die Geburt einer Nation in China Grove störten. Der Film von 1915 heroisiert den Ku-Klux-Klan und gilt als technischer Meilenstein, steht allerdings wegen der im Film transportierten anti-schwarzen Vorurteile unter anhaltender Kritik. Nach diesem Übergriff kam es in den folgenden Monaten zu wiederholten verbalen Angriffen auf den jeweils anderen.
Am 3. November 1979 wurde in Greensboro durch Industriearbeiter und Kommunisten eine Demonstration gegen den Klan veranstaltet. Der „Death to the Klan March“ startete in einer mehrheitlich schwarzen Sozialwohnungssiedlung namens Morningside Homes. Kommunistische Veranstalter hatten öffentlich den Klan dazu aufgerufen, auf der Demonstration zu erscheinen und „dem Zorn des Volkes ins Gesicht zu sehen“.
Während des Umzugs fuhr ein Autokorso vor, in dem sich Klanleute und Mitglieder der American Nazi Party befanden. Sie fuhren direkt an den Kommunisten und anderen Klangegnern vorbei. Diese fingen an, die Autos mit Ästen zu attackieren und mit Steinen zu bewerfen. Nach Angaben von Frazier Glenn Miller, einem Anhänger der weißen Vorherrschaft, wurden die ersten Schüsse von einem Anti-Klan-Demonstranten abgefeuert. Nach den Angaben zahlreicher Zeugen dagegen, wurde der erste Schuss durch das Klanmitglied Mark Sherer abgegeben, ein Schuss in die Luft.
Die Klanleute und Neonazis schossen mit Schrotflinten, Gewehren und Pistolen auf die Demonstranten. Cesar Cauce, James Waller und William Sampson starben an Ort und Stelle. Sandra Smith erlitt einen Kopfschuss, als sie aus ihrem Versteck hervorschaute. Elf weitere Menschen wurden angeschossen. Einer von ihnen, Michael Nathan, erlag später seinen Verletzungen im Krankenhaus. Der Großteil der Schießerei wurde durch vier Kameras lokaler Nachrichtensender aufgezeichnet.

### Rolle der Polizei
Einen der umstrittensten Aspekte bei der Schießerei stellt die Rolle der Polizei da. Im Normalfall wäre bei einer Demonstration wie bei der in Greensboro die Polizei anwesend. In diesem Fall war dies allerdings nicht der Fall, was es den Angreifern erlaubte, zu entkommen. Ein Detektiv und ein Fotograf der Polizei folgten dem Autokorso der Klanleute und der Neonazis zur Demonstration, versuchten aber nicht einzugreifen. Später wurde einer der Klanleute, Edward Dawson, zum Informanten der Polizei. Dawson saß im Führungsfahrzeug des Korsos. Zwei Tage vor der Demonstration war einer der Klanleute zu einer Polizeiwache gegangen und hatte dort eine Karte von der geplanten Marschroute erhalten.
Bernard Butkovich, ein Undercover-Agent des Bureau of Alcohol, Tobacco, Firearms and Explosives (ATF), bezeugte später, dass Klanleute und Mitglieder der Gruppe der American Nazi Party, die er überwachte, geplant hatten, eine Konfrontation mit den Demonstranten herbeizuführen. In einer vorherigen Aussage gaben ANP-Mitglieder an, dass Butkovich sie dazu aufgefordert habe, Schusswaffen mit zur Demonstration zu bringen.

## Nachspiel

### Gerichtsverfahren
40 Klanleute und Neonazis waren in die Schießerei verwickelt. 16 Personen wurden verhaftet und die sechs erfolgversprechendsten Fälle wurden zuerst vors Gericht gebracht. Fünf Klanmitglieder wurden des Mordes angeklagt: David Wayne Matthews, Jerry Paul Smith, Jack Wilson Fowler, Harold Dean Flowers und Billy Joe Franklin.
Im zweiten Verfahren wurden neun Männer angeklagt. Zusammen mit Matthews, Smith und Fowler wurden sechs weitere Personen wegen anderen Straftaten angeklagt, die mit dem Überfall in Verbindung standen. Dies waren Virgil Lee Griffin, Eddie Dawson, Roland Wayne Wood, Roy Clinton Toney, Coleman Blair Pridmore und Rayford Milano Caudle.
Beide Verfahren endeten mit einem Freispruch für alle Angeklagten durch zwei, nur aus Weißen bestehende Jurys.
1985 führte eine Zivilklage durch das Christic Institute und ihren Anwalt Daniel Sheehan zur Verurteilung von fünf Angreifern und zwei Polizisten. Dieses Urteil ist einer der wenigen Gerichtsentscheidungen in den Südstaaten gegen Vertreter der Strafverfolgungsbehörden, denen eine Verwicklung in Gewalttaten des Klans vorgeworfen wurde. Den Überlebenden wurde ein Schadenersatz in Höhe von 350.000 zugesprochen. Die Strafe wurde der Stadt Greensboro, dem Klan und der American Nazi Party auferlegt, wegen der Verletzung der Bürgerrechte der Demonstranten. Die Stadt übernahm die komplette Strafe. Nur Martha „Marty“ Nathan, die Ehefrau von Michael Nathan, erhielt das ihr zustehende Geld. Tom Clark und Paul Bermanzohn, denen ebenfalls Geld zugesprochen wurde, erhielten dieses nie.

### Wahrheits- und Versöhnungskommission
Im Jahre 2005 wurde von Einwohnern Greensboros eine Wahrheits- und Versöhnungskommission ins Leben gerufen, um öffentlich zu dem Massaker Stellung zu beziehen und die Ursachen und Konsequenzen herauszuarbeiten. Vorbild war die Kommission in Südafrika, die nach dem Ende der Apartheid eingerichtet worden war. Der Stadtrat unter Bürgermeister Keith Holliday stellte sich offen gegen die Kommission. Der Rat stimmte mit sechs zu drei Stimmen gegen eine Unterstützung. Für die Unterstützung stimmten die drei schwarzen Ratsmitglieder. Auch Jim Melvin, der Bürgermeister zum Zeitpunkt des Massakers, lehnte die Kommission ab.
Die Kommission befand, dass die Klanleute zu der Demonstration mit der Absicht gingen, gewalttätige Auseinandersetzungen zu provozieren und das sie auf die Demonstranten geschossen hatten. Auch befand sie, dass die gewalttätige Rhetorik des Klans und der Kommunisten – in unterschiedlichem Ausmaß – zur Gewalt beigetragen hatten. Auch fand sie heraus, dass sich die Demonstranten nicht völlig der Unterstützung durch die Einwohner von Morningside Homes sicher waren, viele erschienen nicht, da sie gewalttätige Zusammenstöße befürchteten.
Auch fand die Kommission heraus, dass die Polizei von Greensboro den Klan infiltriert hatte und, durch einen bezahlten Informanten, von den Plänen die Demonstration zu stören, wusste. Auch war ihr das große Gewaltpotential bekannt. Der Informant arbeitete früher auch als Spitzel für das FBI und hielt auch danach noch Kontakt zu seinem alten Führungsoffizier. Folglich war auch das FBI über die drohenden bewaffneten Zusammenstöße informiert.
Durch die Kommission wurde weiterhin festgestellt, dass einige Demonstranten zurückgeschossen hatten, nachdem sie angegriffen wurden. Die Dokumentation Greensboro: Closer to the Truth aus dem Jahr 2007, beruht auf den Ergebnissen der Kommission.

## Künstlerische Rezeption
Die britische Synthie-Pop-Band OMD befasst sich in ihrem Song 88 Seconds in Greensboro mit den Ereignissen in Greensboro.